# Test věcné správnosti
Test věcné správnosti se považuje za jednu z klíčových činností ve fází provedení auditu – 3. fázi auditu. Provádění testů věcné správnosti předchází plánování těchto testů ve druhé fázi auditu. Slouží především k ověřování věcné správnosti zůstatků vykazovaných v účetní závěrce.

## Plán testů věcné správnosti
Jádro tohoto plánování spočívá v určení takových významných chyb, které se mohou vyskytovat, avšak nebyly zjištěny vnitřními kontrolami podniku. Plán provedení testů věcné správnosti záleží na stanoveném riziku a na spolehlivosti vnitřní kontroly, které riziko snižují. V případě, že auditor považuje vnitřní kontrolní systém za spolehlivý, naplánuje provést pouze základní stupeň testů. Od vyšší míry nespolehlivosti vnitřního kontrolního systému odvozuje auditor střední stupeň a detailní stupeň testů věcné správnosti.

## Provádění testů věcné správnosti

### Analytické testy věcné správnosti
Tato forma testů věcné správnosti spočívá v porovnání vykazovaných účetních zůstatků s jejich očekávanými hodnotami, cílem je ověření správnosti zaúčtovaných zůstatků. Během tohoto testování je doporučený následující obvyklý postup:
1. výběr testovaných částek, dá se zefektivnit rozložením celkové částky na dílčí zůstatky
2. odhad očekávané hodnoty vykazovaných položek, použijí se př. srovnatelné údaje předchozího období vykázané v účetní závěrce, plánů nebo nezávislých odhadů
3. určení mezní hodnoty – maximálně tolerovaného rozdílu mezi očekávanou a skutečně vykázanou hodnotou
4. porovnání skutečně vykazovaných a očekávaných hodnot
5. prověření rozdílu přesahující tyto mezní hodnoty – př. diskuse s pracovníky
6. vyhodnocení výsledků a závěrečné posouzení

### Testy detailních údajů
Auditor by měl získat dostatečnou míru jistoty, že účetní závěrka nevykazuje významné nesprávnosti. Doporučený postup je následující:
1. výběr částek k testování a míry desagregace
2. posouzení rizika – určení potenciálních nesprávností a jejich důsledků. Nesprávnosti mohou mít dva důsledky – nadhodnocení aktiv a nákladů nebo podhodnocení pasiv a výnosů. S tím souvisí i směr testování – zkoumá-li nadhodnocení, vychází od vybraných účtů z hlavní knihy a získává důkazy, které potvrzují platnost položek. U podhodnocení vychází z účetních operací zanesených do účetních knih. Ze souboru vybírá jednu položku a ověřuje její ocenění a zda byla zahrnuta do celkového zůstatku účtu. Př. auditor vybere pro zjištění podhodnocení tržeb dodací listy, ke kterým vyhledá faktury, které měly být správně zaúčtovány na účet 601 a porovná je se skutečností na účtu.
3. vybrat položky k testování – všechny položky, vybrané položky – účetní operace s určitými charakteristikami, reprezentativní vzorek
4. prověřit potenciální nesprávnosti
5. výběr způsobu získávání důkazních informací – fyzickou inventurou, pozorováním postupů prováděných jinými osobami, dotazování, výpočty
6. zhodnocení výsledků a vyslovení závěrů – jedná se o vytvoření souhrnného přehledu chyb a posoudí, zda se suma chyb nachází pod nebo nad hladinou významnosti

## Konkrétní testování - testy věcné správnosti u výnosů

### Analytické testy věcné správnosti
- Auditor posuzuje, zda je výnos uznávaný za realizovatelný dle podnikem vydaných směrnic. Výnosy mají v účetnictví poměrně široký záběr – nejsou vázány jen na účetní informace, tedy účtování na účtech třídy 6, ale ovlivňují i spoustu mimoúčetních faktorů. Takto nejvíce mimoúčetně vázané jsou pravděpodobně tržby z prodeje, které navazují na dodavatelsko-odběratelské vztahy, podmínky prodeje, dohodnuté slevy aj. Audit musí z informací a skutečností ovlivňující tržby vybrat relevantní informace. Př. to mohou být auditované náklady související s prodaným zbožím nebo výrobky, rozpočty, sezónní vlivy, uzavřené smlouvy, marže.

- Auditor využívá výše probraného srovnání zúčtovaných a očekávaných výnosů, které porovnává se stanovenou mezní hodnotou. Případné rozdíly musí klient – podnik zodpovědět pro identifikaci příčin.

### Detailní testy věcné správnosti
- Tyto testy auditor provádí při nemožnosti využití analytických testů, které jsou jednodušší. Vybírá položky z nezávislého zdroje, pokud by začínal v hlavní knize, pravděpodobně by nezjistil chybějící položky. Pro testy za zboží se hodí k posouzení prodejní faktura, správný výpočet ceny a DPH, zúčtování ve správném účetním období, zúčtování na správný účet aj.

- Testy věcné správnosti se jeví jako nedílné součásti externího auditu, podporují totiž jeden z cílů externího auditu – věcnou správnost účetnictví. Jejich primární význam je jako zdroj informací pro podnik.